# Певахо (округ)
Округ Певахо́ (ісп. Pehuajó) — адміністративно-територіальна одиниця 2-ого рівня у провінції Буенос-Айрес в центральній Аргентині. Адміністративний центр округу — Певахо (ісп. Pehuajó).
Населення округу становить 39776 осіб (2010). Площа — 4531 кв. км.

## Історія
Округ заснований у 1889 році.

## Населення
У 2010 році населення становило 39776 осіб. З них чоловіків — 19254, жінок — 20522.

## Політика
Округ належить до 4-ого виборчого сектору провінції Буенос-Айрес.